# Allium inops
Allium inops är en amaryllisväxtart som beskrevs av Aleksei Ivanovich Vvedensky. Allium inops ingår i släktet lökar, och familjen amaryllisväxter. Inga underarter finns listade i Catalogue of Life.